# Cobalt (Canada)
Cobalt, nota anche come la Città d'Argento, è una cittadina di 1 223 abitanti (al censimento 2006) che si trova nel Distretto di Timiskaming, nella provincia dell'Ontario, in Canada.

## Storia

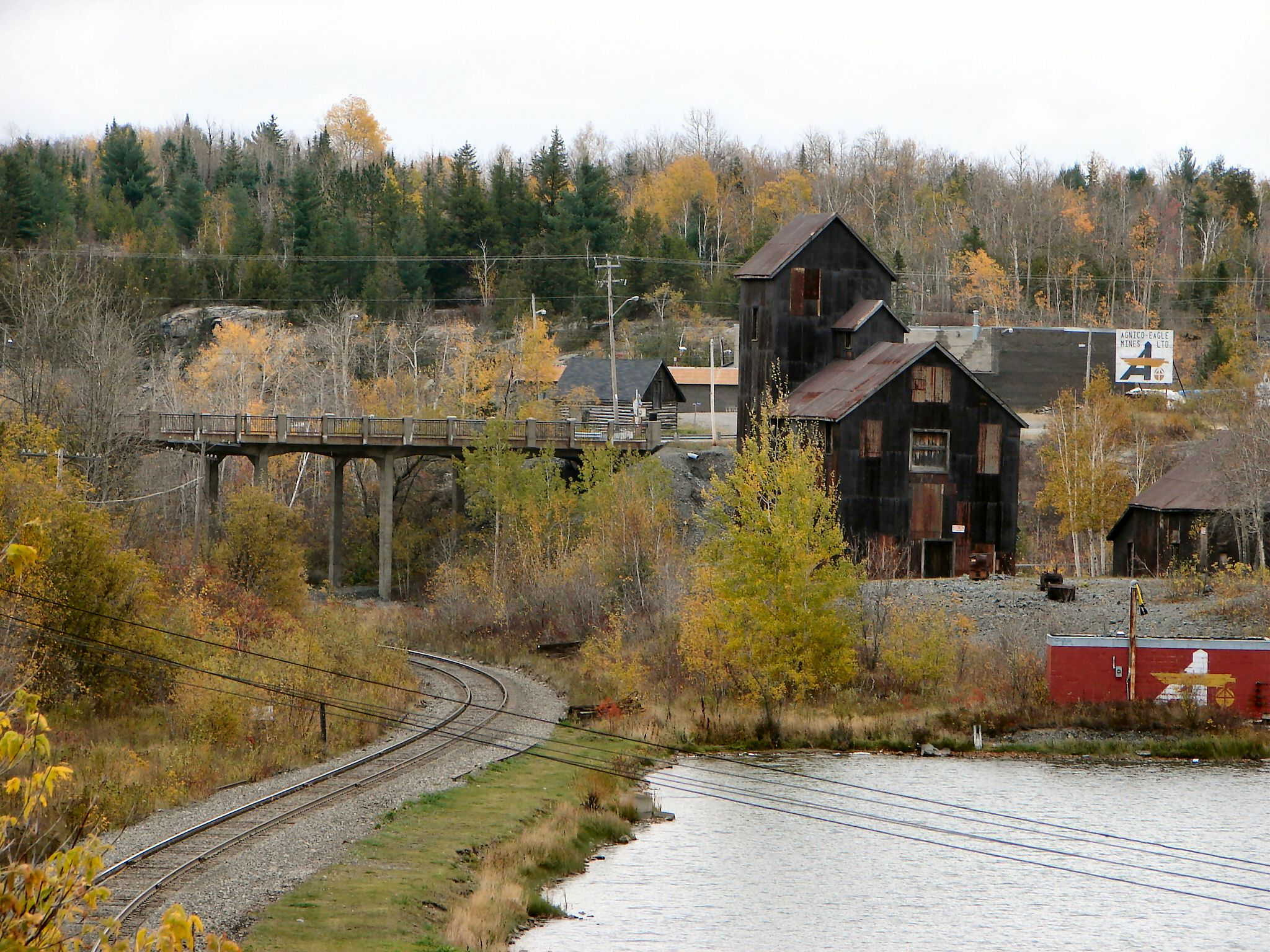

Nel 1903, durante i lavori per la costruzione della ferrovia tra North Bay e l'attuale Temiskaming Shores (all'epoca suddivisa fra New Liskeard e Haileybury), nella zona a sud di queste ultime due città, dove sorge Cobalt, fu scoperto l'argento. In pochi anni la zona divenne una delle maggiori estrattrici al mondo del metallo. L'attività estrattiva continuò intensamente fino agli anni '30, per poi diminuire drasticamente. L'attività riprese negli anni '50, per poi terminare del tutto.
Il legame con New Liskeard e Haileybury è sempre stato forte, tanto che erano indicate come la Tri-Town. Tuttavia, quando nel 2004 le altre due furono fuse nella municipalità di Temiskaming Shores, Cobalt decise di mantenersi indipendente. Ancor oggi, il servizio di trasporto pubblico è in comune.